# Winobluszcz trójklapowy

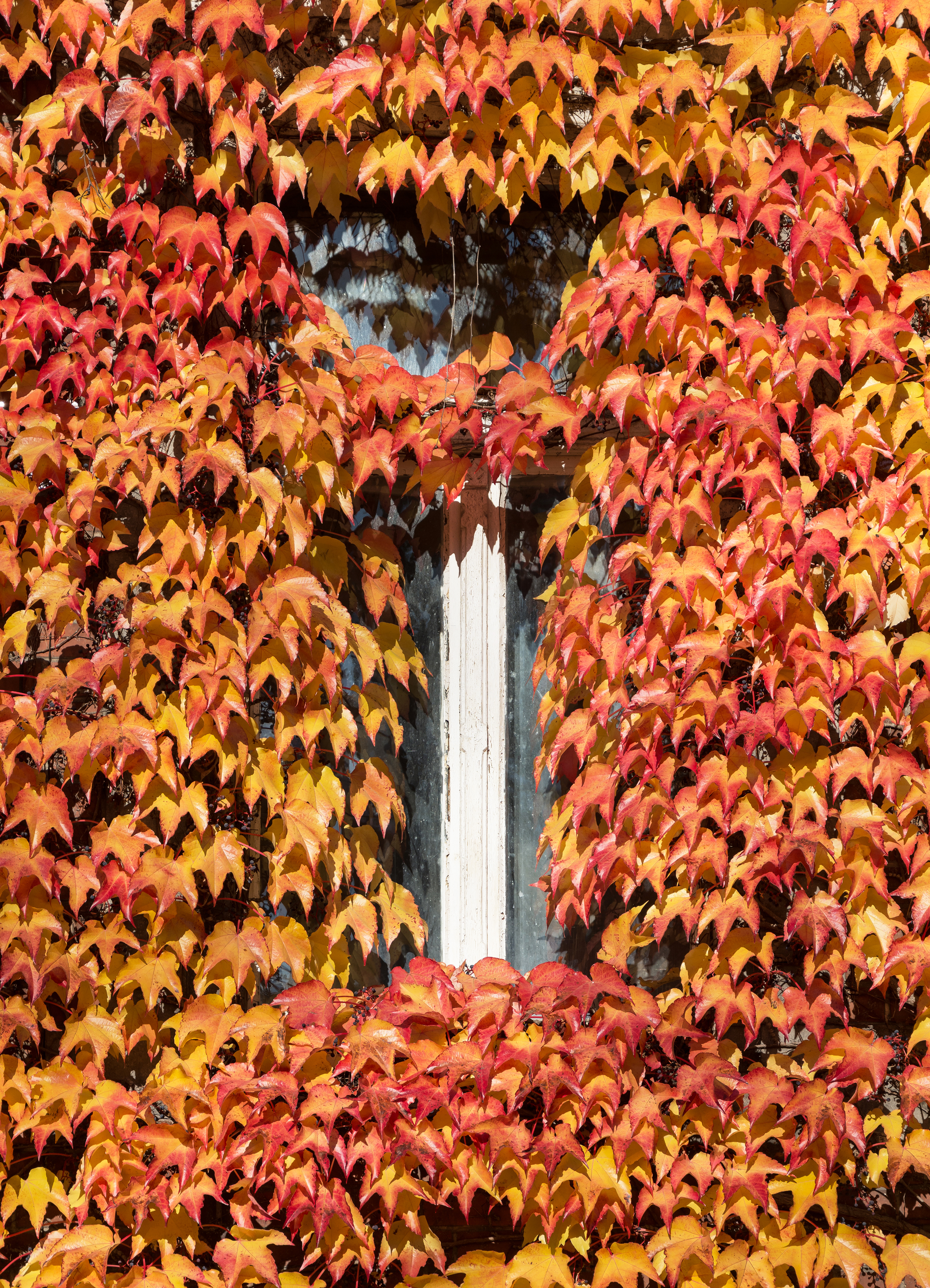
Jesienią liście przebarwiają się na czerwono

Winobluszcz trójklapowy, zwany także winobluszczem japońskim (Parthenocissus tricuspidata (Siebold & Zucc.) Planch.) – gatunek rośliny z rodziny winoroślowatych. Pochodzi z Azji (Chiny, Japonia, Korea, Tajwan), jest uprawiany w wielu krajach świata.

## Morfologia
ŁodygaPnącze. Pędy osiągają długość 10–12 m. Na końcach rozgałęzionych wąsów mają przylgi, pozwalające roślinie piąć się bez trudu nawet po bardzo gładkich powierzchniach, takich jak marmur.
LiścieMają szerokość 10–20 cm, na owocujących pędach są nieco mniejsze i mają szerokość 8–15 cm. Są skórzaste, nagie i błyszczące, jedynie pod spodem owłosione na nerwach. Dość zmienne w kształcie, w zarysie szerokojajowate, trójklapowe, długoogonkowe. Na pędach płonych (często przysłoniętych przez duże liście pierwszego typu), liście są drobne, jajowate, nieklapowane lub tylko nieco wrębne i krótkoogonkowe. Opadają dwustopniowo, najpierw same blaszki liściowe, później ogonki. Jesienią przebarwiają się na czerwony lub szkarłatny kolor.
KwiatyPięciokrotne, o kielichu drobnym, silnie zredukowanym. Płatki korony żółtozielonkawe, wolne, opadają pojedynczo. Zebrane w baldachogrona kwiaty pojawiają się od lipca do września na szczytach krótkich dwulistnych pędów. Kwitnie na przełomie czerwca i lipca. Roślina miododajna.
OwocGranatowa, płaskokulista jagoda pokryta nalotem woskowym, z 4–5 nasionami wewnątrz. Owoce dojrzewają we wrześniu i październiku.

## Zastosowania
- Roślina miododajna
- Roślina ozdobna. Gatunek chętnie uprawiany, gdyż do znacznych wysokości tworzy szczelnie okrywające powierzchnie, szczególnie atrakcyjnie wyglądające jesienią, po przebarwieniu się liści. Nadaje się do obsadzania pergoli, ścian domów, słupów, parkanów. Jego gęsto ustawione liście skutecznie zatrzymują kurz i tworzą naturalną osłonę. Dzięki przylgom rosnąc przy ścianie domu nie potrzebuje podpór[5]. Rośnie dość szybko, około 1–2 m rocznie. Szczególnie ozdobna jest odmiana 'Veitchii', charakteryzująca się mniejszymi i jaśniejszymi liśćmi, niż forma typowa[5].

## Uprawa
Zazwyczaj sadzi się gotowe, ukorzenione przez ogrodników sadzonki. Nie ma specjalnych wymagań co do ziemi, jednak lepiej rośnie, silniej kwitnie i ma gęstsze ulistnienie na glebach wilgotnych i żyznych. Dobrze znosi zanieczyszczenie powietrza i niezbyt długie okresy suszy. Może rosnąć w pełnym słońcu, w półcieniu, a nawet w cieniu (ale słabiej). Jest jednak bardziej wrażliwy na mróz, niż winobluszcz pięciolistkowy, z tego też powodu należy go sadzić w miejscach osłoniętych, a na zimę okrywać korzenie. Jeśli nadziemne pędy przemarzną – odrośnie z korzeni.

## Galeria

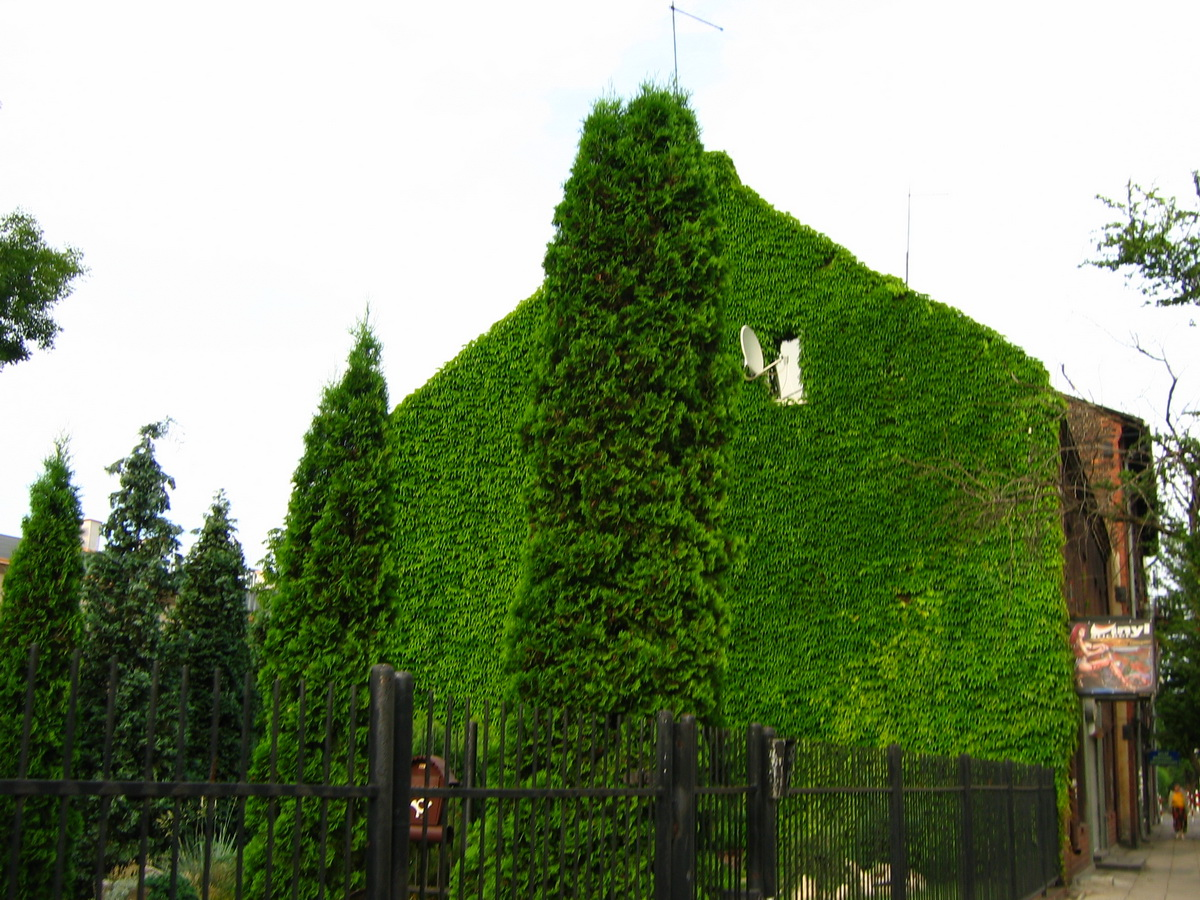
Może okrywać całą elewację domu
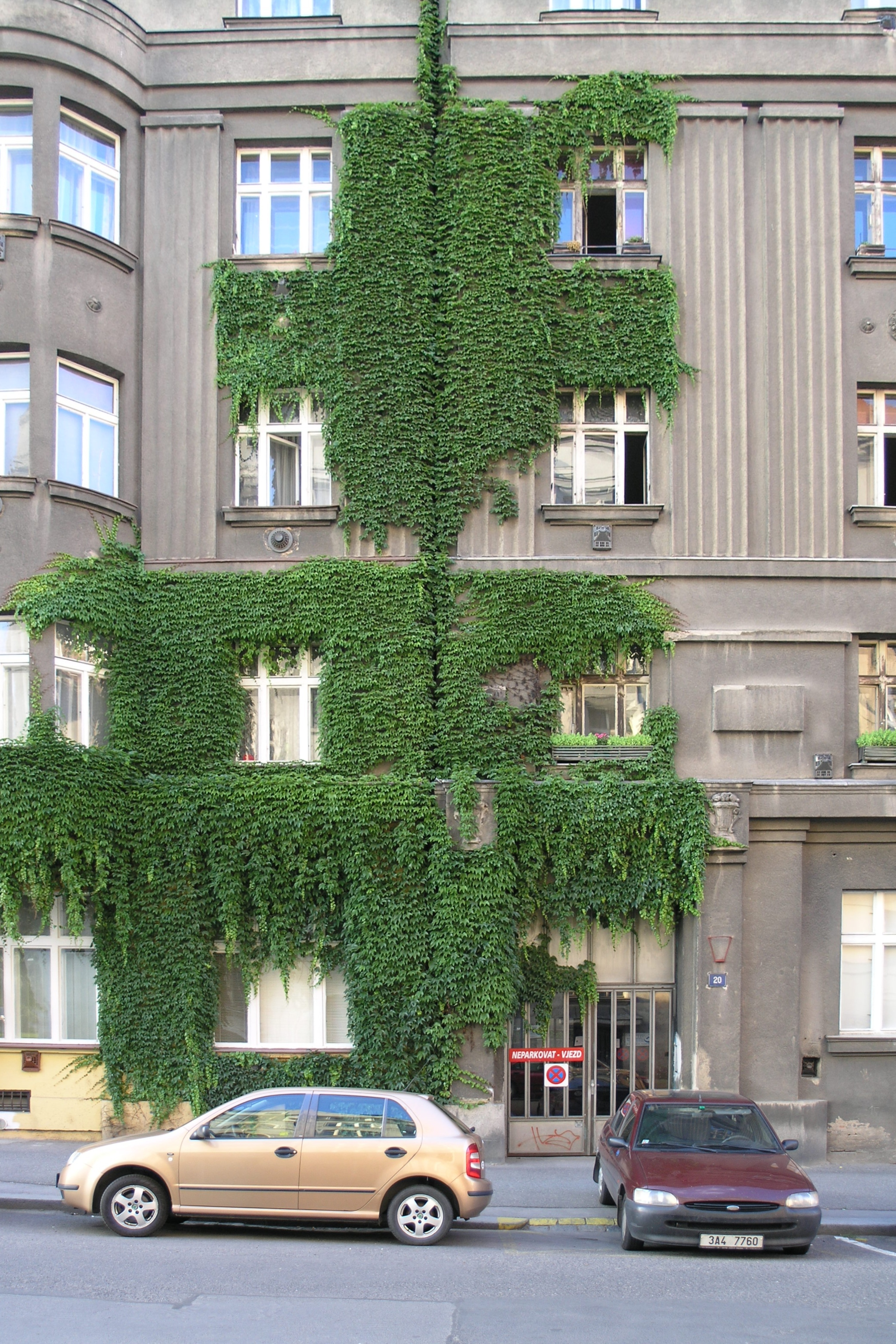
Rośnie na wysokość kilku pięter
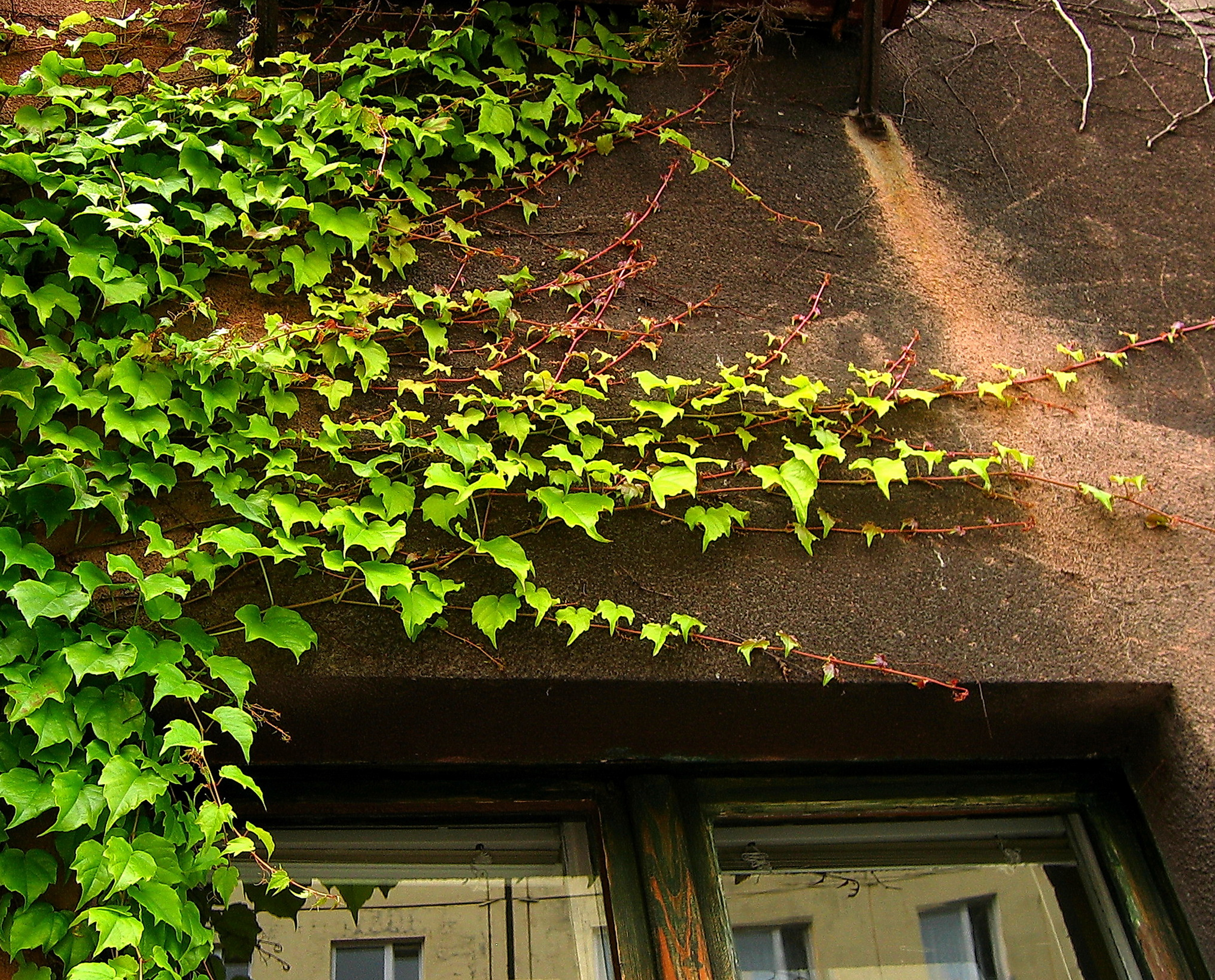
Może również rosnąć na dachu
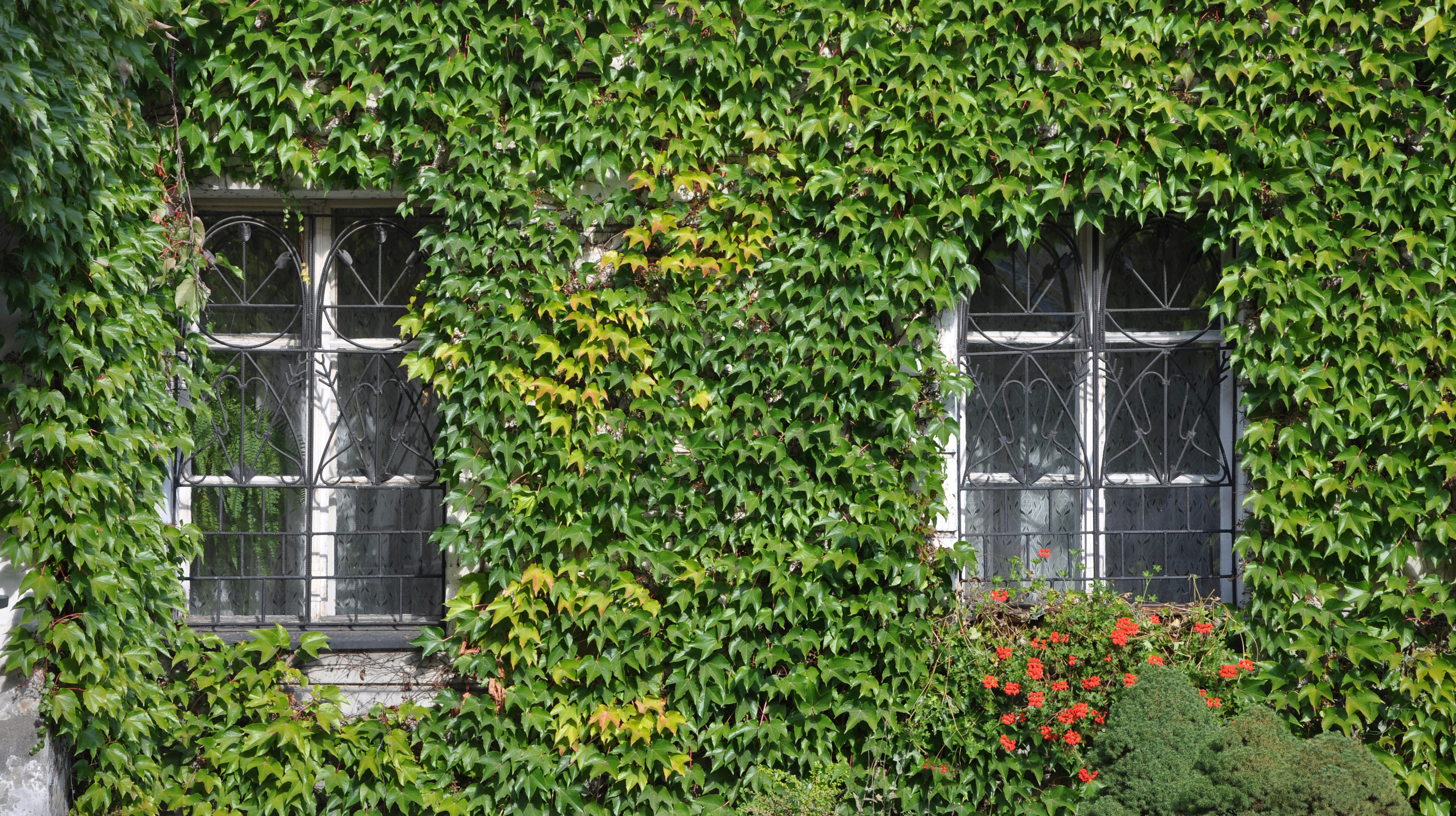
Tworzy bardzo zwarte ściany
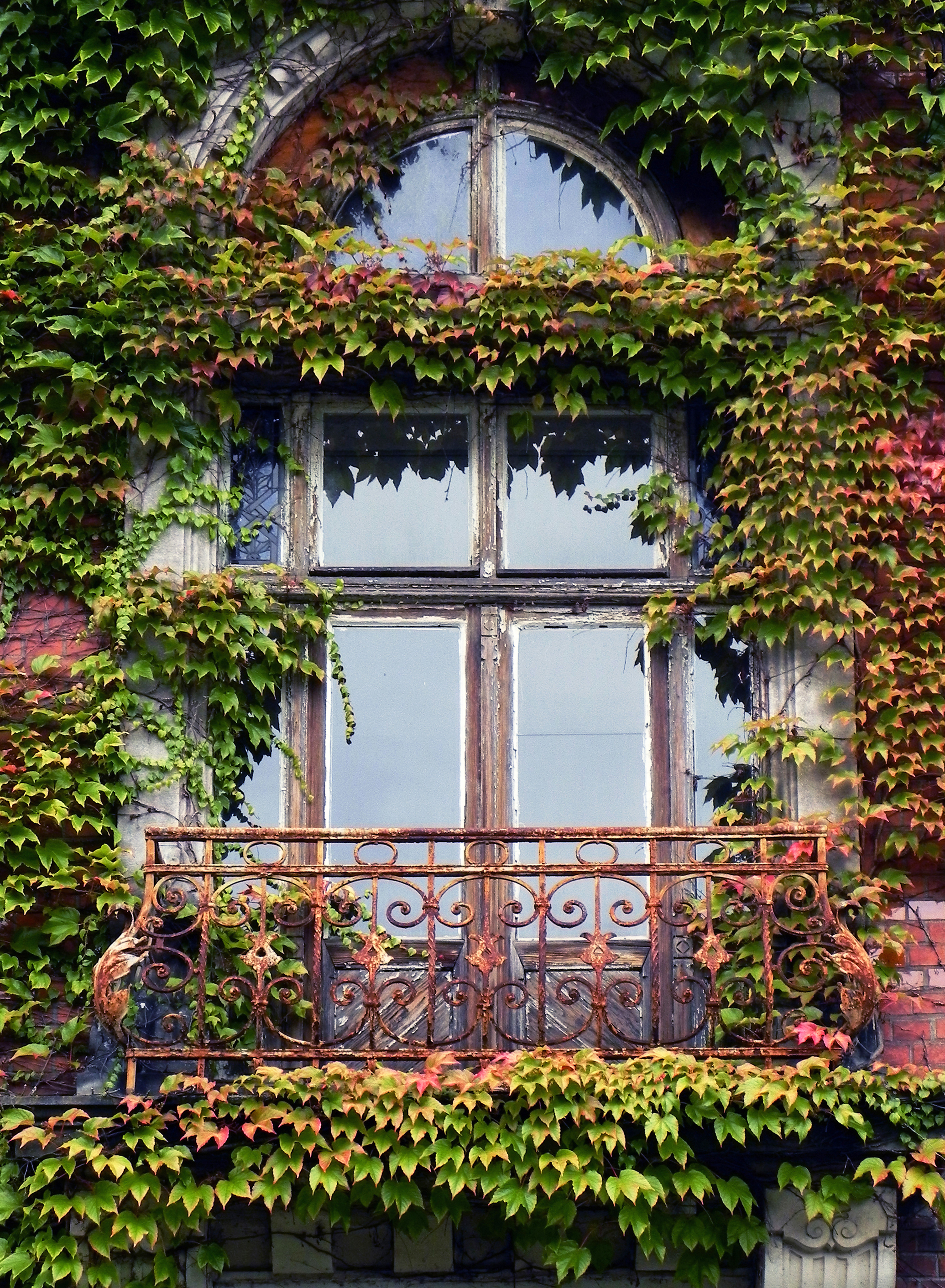
Jest bardzo dekoracyjny